# فاروق ستار
محمد فاروق ستار (بالأردوية: محمد فاروق ستار)‏، (9 أبريل 1959) سياسي باكستاني كان سابقًا منظمًا وقائدًا للحركة القومية المتحدة - باكستان.
ولد ستار في كراتشي، وتلقى تعليمه في جامعة جناح السند الطبية في كراتشي. بدأ حياته السياسية عام 1987 كرئيس لبلدية كراتشي. وفي عام 1993 شغل منصب زعيم المعارضة في مجلس مقاطعة السند وكان عضوًا في مجلس الوزراء الإقليمي والحكومي منذ عام 1997. كما شغل منصب وزير المقاطعة في حكومة السند من 1997 إلى 1999، ووزير اتحادي للباكستانيين في الخارج من 2008 إلى 2013.
وقد كان نائب منظّم الحركة القومية المتحدة - باكستان وزعيمها البرلماني في الجمعية الوطنية الباكستانية. وقد كان عضوًا في الجمعية الوطنية لباكستان وجمعية مقاطعة السند منذ عام 1988 وممثلاً لكراتشي.